# 埃莉諾·卡頓
埃莉諾·卡頓（英語：Eleanor Catton，1985年10月24日—）是一名新西蘭的女作家。

## 生平
2013年憑長篇小說《發光體》（The Luminaries）獲得2013年布克獎，成為布克獎創立以來最年輕的得主，獲獎時只有27歲。
埃莉諾·卡頓於加拿大出生，6歲時隨家人移居到紐西蘭，在約克郡的利茲（Leeds）住了一年，並在那裡就讀。大學於坎特伯雷大學就讀，碩士畢業於威靈頓維多利亞大學。
埃莉諾·卡頓於2008年推出處女作《綵排》（The Rehearsal）時已經獲得媒體的青睞，值得一提的是這也是她的碩士論文的題材。 在那一年，卡頓獲得了愛荷華州作家工作室的研究金，在那裡她完成了文學碩士並教授創意寫作，直到2011年，她成為一名駐校作家。2013年的長篇小說發光體更為她帶來首個布克獎。

## 文學成就
埃莉諾·卡頓於2008年推出處女作《綵排》這是她的碩士論文題材，該內容涉及到中學時男老師和女生之間的戀情。獲得媒體的青睞，那年，她獲得了愛荷華州作家工作室的研究金。
2011年，她成為坎特伯雷大學駐校的作家，並進行編劇的工作，在2016年，埃莉諾·卡頓的處女作《綵排》被改編成電影，並在2016年多倫多國際電影節的“當代世界電影”放映了部分內容。
卡頓的第二本小說《發光體》於2013年出版。該小說入圍並因此獲得了2013年布克獎，這是有史以來最年輕的作家，以28歲贏得布克獎，是該獎有史以來最年輕的作家，此外《發光體》長達832頁，是其獎項在45年中最長的獲獎作品。評審團主席羅伯特·麥克法倫（Robert Macfarlane）表示：“這是一件令人眼花撩亂的作品。這是一件發光的作品。福伊爾斯（Foyles）的喬納森·魯賓（Jonathan Ruppin）說：“我相信她注定會成為這一代人中最重要，最有影響力的作家之一。”
2013年11月，卡頓因其小說《夜光》而被授予加拿大總督文學獎。
2014年1月，惠靈頓維多利亞大學宣布授予卡頓就讀的文學博士榮譽學位，並且因提供文學服務而被任命為紐西蘭功勳勳章成員。
隨後，TVNZ和BBC第二頻道將《發光題》改編成電視小型電視連續劇，於2020年5月17日首播。卡頓還擔任該劇的編劇。